# كولادو
بلدية كولادو (بالإسبانية: Collado)‏، هي بلدية تقع في مقاطعة قصرش والتي تقع في منطقة إكستريمادورا، غرب إسبانيا.
يبلغ عدد سكانها 227 نسمة وفقاً لإحصائية سنة (2002).